# اوباندو (بایه دل کائوکا)
اوباندو (انگلیسی: Obando, Valle del Cauca) نام شهری در کشور کلمبیا است.